# Державний радник юстиції 1 класу
[[Файл: |міні|праворуч|220пкс|Сташис В. В. зі знаками розрізнення державного радника юстиції 1 класу]]
Державний радник юстиції 1 класу — класний чин в органах прокуратури України. Другий за старшинством після державного радника юстиції України.
Такий класний чин з'явився у прокуратурі СРСР у 1943 році. Присутній також у деяких державах які утворилися після розпаду СРСР у 1991 році (наприклад у Російській Федерації).

## Історія
У СРСР класний чин державного радника 1 класу з'являється згідно з указом Президії ВС СРСР від 16.09.1943 року «О встановленні класних чинів для прокурорсько-слідчих органів прокуратори». Даний класний чин відповідав посаді заступника Генерального прокурора СРСР.
В Україні класний чин державного радника 1 класу встановлений постановою Верховної Ради України від 6 листопада 1991 року № 1795-XII «Про затвердження Положення про класні чини працівників органів прокуратури України».

## Посада
Згідно з Постановою «Про затвердження Положення про класні чини працівників органів прокуратури України», класний чин державного радника юстиції 1 класу відповідає посаді першого заступника Генерального прокурора України.

## Історичні знаки розрізнення державного радника 1 класу СРСР
Знаками розрізнення державних радників 1 класу прокуратури СРСР з 1943 року були шестикутні погони з «генеральським зигзагом», на кожному з яких розміщувалися три п'ятипроменеві зірочки. Між ґудзиком у верхній частині погона та зірочками розташовувалася металева золочена емблема. Розмір погонів дорівнював 14(16)х4,5 см, розмір зірочок дорівнював18 мм. Вздовж погона розміщувалася світло-зелена облямівка завширшки 0,3 см.
У 1954 році, погони для прокуратури було скасовано, а знаки розрізнення чинів переходять на оксамитові петлиці з золотою облямівкою завширшки 5 мм. Державний радник 1 класу мав петлиці з трьома зірочками. Розмір петлиць дорівнював 100(95 у скошеній частині)х33 мм, розмір зірочок дорівнював 20 мм. У верхній частині петлиці розміщувалася емблема.

## Знаки розрізнення державного радника 1 класу України
У прокуратурі України позначення чинів знову взяли на себе погони. Державний радник 1 класу має погони подібні до генерал-полковника України (до 2016 року). На погонах з «генеральським зигзагом» розташовується три п'ятипроменеві зірки. На сорочці погони шестикутної форми з емблемою та ґудзиком у верхній частині погону, на мундирі використовуються нашивні погони п'ятикутної форми.

## Носії
- Україна:
  - Шишкін Віктор Іванович — (4.12. 1991, № 1901-XII);
  - Гайсинський Юрій Олександрович — (4.05. 1993, № 154/93);
  - Дацюк Владислав Володимирович — (22.10. 1993, № 549/93);
  - Васильєв Геннадій Андрійович — (23.08. 1999, № 1061/99);
  - Пшонка Віктор Павлович — (28.08. 2001, № 744/2001);
  - Медведько Олександр Іванович — (13.01. 2006, № 5/2006);
  - Сташис Володимир Володимирович — (8.10. 2009, № 811/2009);
  - Тацій Василь Якович — (12.01. 2010, № 12/2010);
  - Ківалов Сергій Васильович — (20.08. 2010, № 835/2010);
  - Блажівський Євген Миколайович — (3.08. 2010, № 863/2011).
  - Кузьмін Ренат Равелійович — (3.08. 2010, № 863/2011).
- СРСР:
  - Осипенко Петро Григорович (1983).
- Білорусь:
  - Василевич Григорій Олексійович (2008).